# Khâhoteprê Sobekhotep
Khâhoteprê Sobekhotep V ou VI est un roi de la XIIIe dynastie.

## Attestations
Khâhoteprê Sobekhotep est inscrit dans le Canon royal de Turin (8,1) comme le successeur de Khâneferrê Sobekhotep. Il est également mentionné sur la liste de Karnak sous le nom de Nesout-bity Khâhoteprê (no 46). On attribue à Khâhoteprê Sobekhotep un règne de quatre ans, huit mois et vingt-neuf jours, que Ryholt date de 1719-1715 avant notre ère. Malgré ce règne relativement long pour la période, il n'existe que très peu d'objets attestant directement du roi. Il existe un sceau-scarabée d'Abydos et une statuette du roi agenouillé faisant l'offrande des vases nou, peut-être de Kerma, et qui est conservée au Neues Museum. Parmi les objets de provenance inconnue, on trouve six sceaux-scarabée, un sceau cylindrique et une empreinte de sceau. Enfin, un scarabée portant le nom de Nesout-bity Khâhoteprê a été trouvé dans une tombe à Jéricho, ce qui pourrait être la preuve de relations commerciales entre l'État égyptien de la XIIIe dynastie et le Levant.

## Position chronologique
Du fait que Khâhoteprê Sobekhotep est indiqué en tant que successeur de Khâneferrê Sobekhotep sur le Canon royal de Turin a longtemps fait penser aux égyptologues que le premier était le successeur du second. Ainsi, il était souvent nommé Sobekhotep V. Mais à la suite d'une étude de Ryholt sur la Deuxième Période intermédiaire, ce dernier plaça Merhoteprê Sobekhotep entre ces deux rois. Ainsi, dans l'étude de Ryholt, Khâhoteprê Sobekhotep est devenu Sobekhotep VI,. En 2015, Julien Siesse, à la suite d'une réévaluation stylistique des objets du règne de Khâânkhrê Sobekhotep, plaça ce dernier entre Khâneferrê Sobekhotep et Khâhoteprê Sobekhotep,. Ainsi, suivant les auteurs, trois Sobekhotep sont décrits tour à  tour comme le prédécesseur direct de Khâhoteprê Sobekhotep.

## Famille
Le père de Khâhoteprê Sobekhotep était peut-être Khâneferrê Sobekhotep, le roi le plus attesté de toute la Deuxième Période intermédiaire. On sait qu'il a eu deux fils nommés « Sobekhotep ». Si l'un de ces fils est bien Khâhoteprê Sobekhotep, alors sa mère serait peut-être Tjan, épouse de Khâneferrê Sobekhotep. La reine de Khâhoteprê Sobekhotep VI aurait pu s'appeler Khânoub ou Noubhotepti.